# Adolf I, Prinț de Schaumburg-Lippe
Adolf I, Prinț de Schaumburg-Lippe (1 august 1817 – 8 mai 1893) a fost conducător al Principatului de Schaumburg-Lippe.

## Biografie
S-a născut la Bückeburg ca fiu al lui Georg Wilhelm, Prinț de Schaumburg-Lippe și a Prințesa Ida de Waldeck și Pyrmont (1796–1869).
A succedat ca Prinț de Schaumburg-Lippe în urma decesului tatălui său, la 21 noiembrie 1860. În 1866, Schaumburg-Lippe a semnat un tratat miliar cu Prusia, și în 1867 a intrat într-o uniune militară. În 1867, Schaumburg-Lippe a devenit membră a Confederației Germane de Nord și, mai târziu, în 1871 a devenit membră a Imperiului german. A murit la Bückeburg și a fost succedat de fiul său, Georg.

## Căsătorie și copii
La 25 octombrie 1844, la Arolsen, s-a căsătorit cu verișoara lui primară, Prințesa Hermine de Waldeck și Pyrmont. Tatăl lui era frate cu mama ei. Tânărul cuplu a avut opt copii:
- Prințesa Hermine de Schaumburg-Lippe (1845–1930); căsătorită cu Ducele Maximilian de Württemberg, singurul fiu al Ducelui Paul Wilhelm de Württemberg.
- Prințul Georg de Schaumburg-Lippe (1846–1911); i-a succedat tatălui său ca Prinț de Schaumburg-Lippe; s-a căsătorit cu Prințesa Marie Anne de Saxa-Altenburg.
- Prințul Hermann de Schaumburg-Lippe (1848–1928).
- Prințesa Emma de Schaumburg-Lippe (1850–1855).
- Prințesa Ida de Schaumburg-Lippe (1852–1891); căsătorită cu Heinrich XXII, Prinț Reuss de Greiz.
- Prințul Otto Heinrich de Schaumburg-Lippe (1854–1935); căsătorit cu Anna von Koppen.
- Prințul Adolf de Schaumburg-Lippe (1859–1917); căsătorit cu Prințesa Victoria a Prusiei, fiica împăratului Frederic al III-lea al Germaniei și a Victoria, Prințesă Regală, fiica cea mare a reginei Victoria a Regatului Unit.
- Prințesa Emma de Schaumburg-Lippe (1865–1868).